# Niagara Falls (New York)
Pour les articles homonymes, voir Niagara Falls.
Niagara Falls (/naɪˈæɡɹə fɔlz/) est une ville des États-Unis située dans le comté de Niagara, dans l'État de New York. Selon les données du recensement de 2013, elle comptait 49 468 habitants, soit une baisse régulière depuis le recensement de 1960. La ville comptait alors 102 394 habitants. Elle se trouve au bord de la rivière Niagara. Elle fait partie de l'aire urbaine de Buffalo et fait face à la ville canadienne homonyme.

## Climat
Niagara Falls connaît des hivers froids et enneigés et des étés chauds et humides. Les précipitations sont modérées et constantes tout au long de l'année, tombant sous forme de neige pendant l'hiver et sous forme d'orages pendant l'été. La ville a des hivers plus neigeux que la plupart des villes aux États-Unis mais moins que celles du Nord de l’État de New York. Les températures les plus chaudes et les plus froides enregistrées au cours de la dernière décennie sont 36 °C en 2005 et -25 °C en 2003.

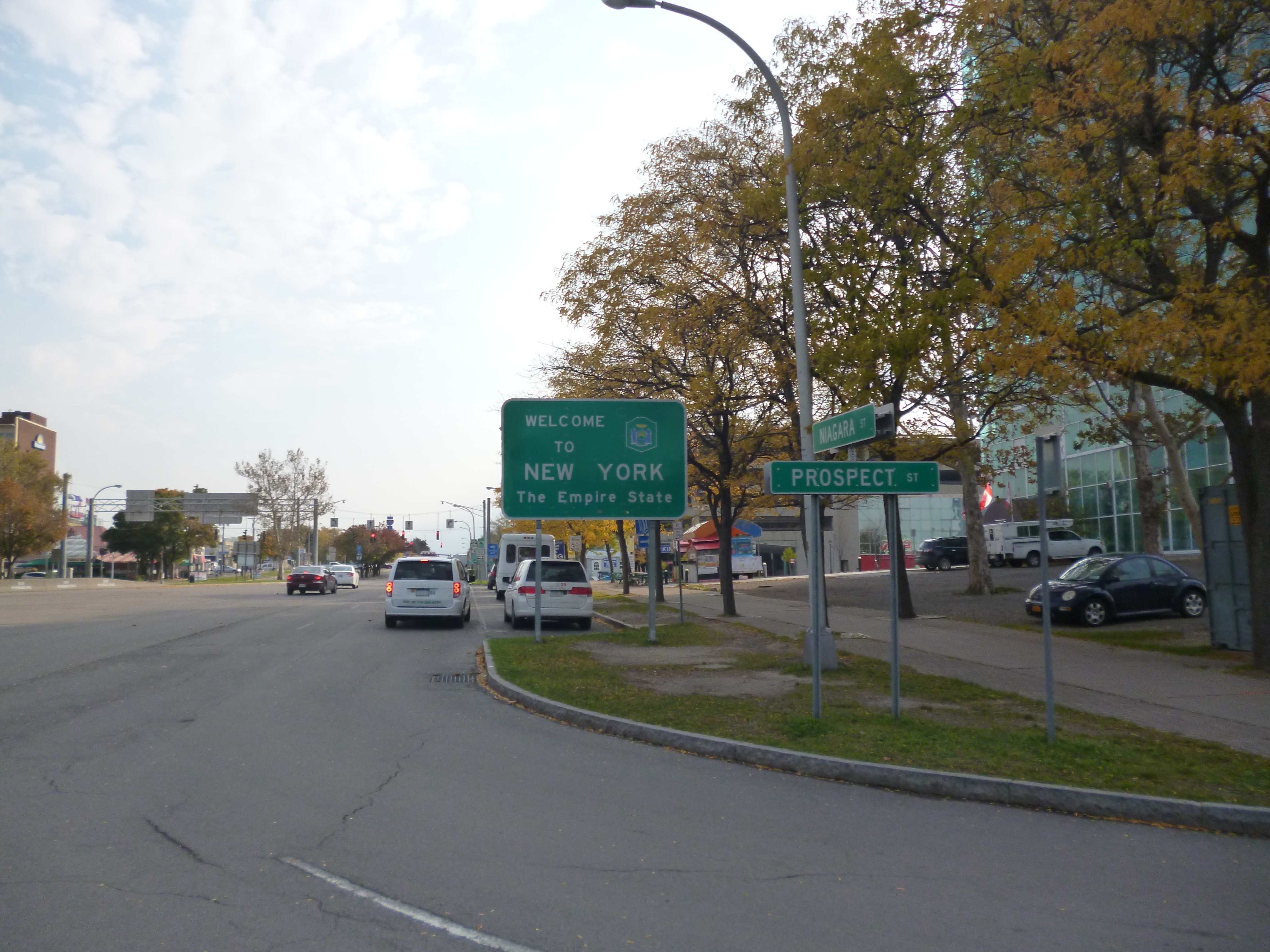
Panneau d'entrée dans l'État de New York, situé à Niagara Falls.

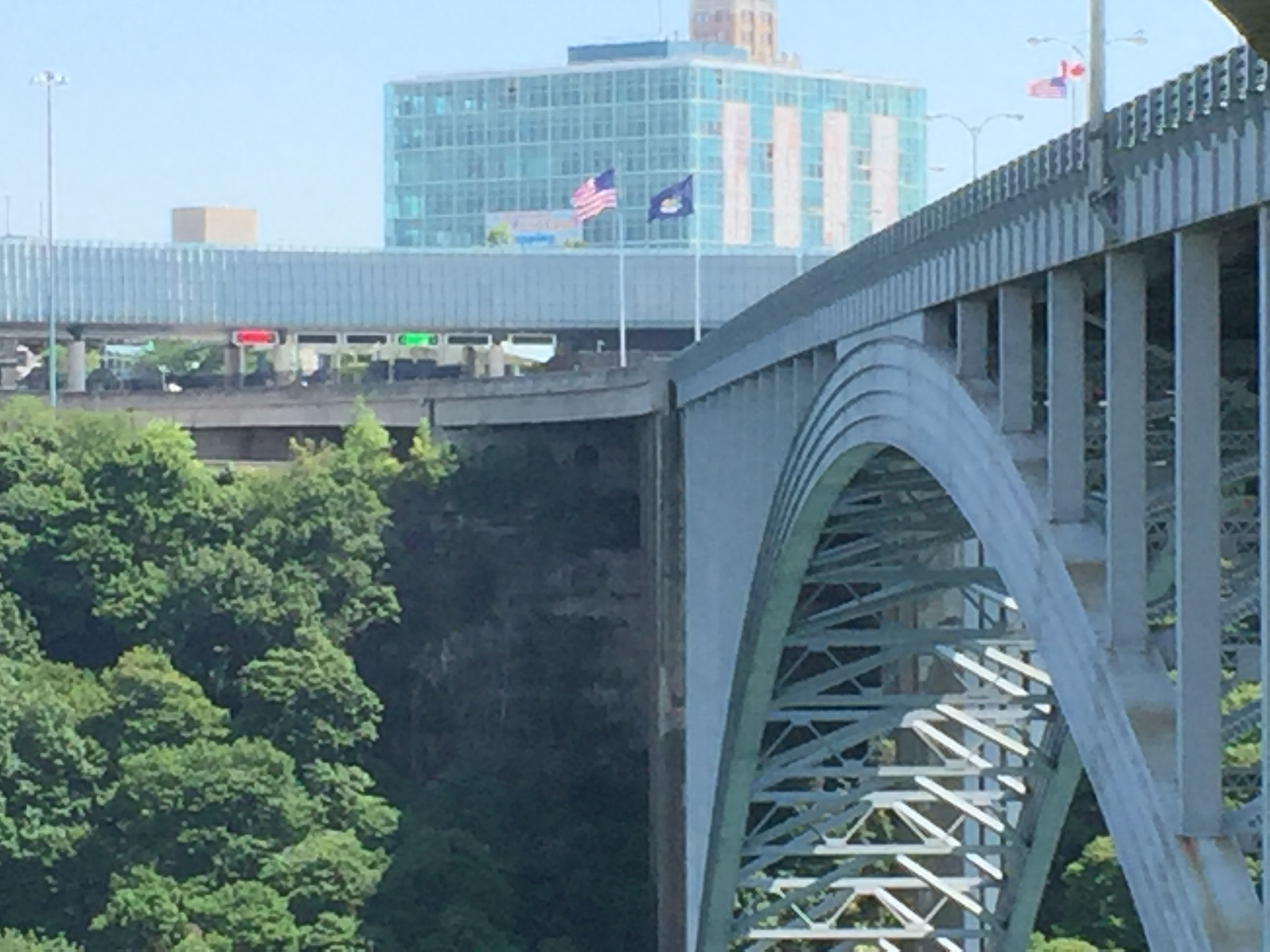
Vue du poste de douane américain depuis la rive canadienne avec le Rainbow Bridge.

| Mois                                | jan. | fév. | mars | avril | mai  | juin | jui. | août | sep. | oct. | nov. | déc. | année |
| ----------------------------------- | ---- | ---- | ---- | ----- | ---- | ---- | ---- | ---- | ---- | ---- | ---- | ---- | ----- |
| Température minimale moyenne (°C)   | −9,2 | −8,5 | −4,5 | 1,4   | 7,3  | 13,1 | 16   | 14,9 | 10,6 | 4,6  | −0,4 | −5,7 | 3,4   |
| Température moyenne (°C)            | −4,6 | −3,7 | 0,7  | 7,3   | 13,6 | 18,9 | 21,6 | 20,6 | 16,4 | 10,1 | 4,3  | −1,5 | 8,7   |
| Température maximale moyenne (°C)   | 0,1  | 1,2  | 5,8  | 13,2  | 19,8 | 24,7 | 27,3 | 26,3 | 22,3 | 15,7 | 9    | 2,7  | 14,1  |
| Record de froid (°C)                | −27  | −25  | −22  | −11   | −2   | 3    | 8    | 7    | −1   | −5   | −19  | −20  | −27   |
| Record de chaleur (°C)              | 18   | 16   | 27   | 29    | 33   | 35   | 36   | 35   | 36   | 39   | 36   | 19   | 36    |
| Précipitations (mm)                 | 65   | 55,6 | 61,2 | 68,3  | 78   | 74,4 | 82,3 | 76,7 | 85,1 | 73,2 | 86,4 | 82   | 888,2 |
| dont neige (cm)                     | 59,9 | 38,6 | 32,8 | 6,4   | 0    | 0    | 0    | 0    | 0    | 0,5  | 8,9  | 46,2 | 193,3 |
| Nombre de jours avec précipitations | 19,2 | 14,4 | 13,7 | 12,8  | 12,8 | 11,2 | 10,8 | 9,8  | 10,7 | 12,2 | 14   | 17,1 | 158,7 |
| Nombre de jours avec neige          | 15   | 11,7 | 7,7  | 2,4   | 0    | 0    | 0    | 0    | 0    | 0,2  | 3,9  | 11,9 | 52,8  |

## Patrimoine
- L'église Saint-Pierre, construite entre 1873 et 1880.

## Personnalités liées à la ville
- Franchot Tone acteur, y est né le 27 février 1905.
- Paul Harris, basketteur y est né le 15 octobre 1986.